# Kerstbestanden

Ontmoeting van Britse en Duitse troepen in 1914

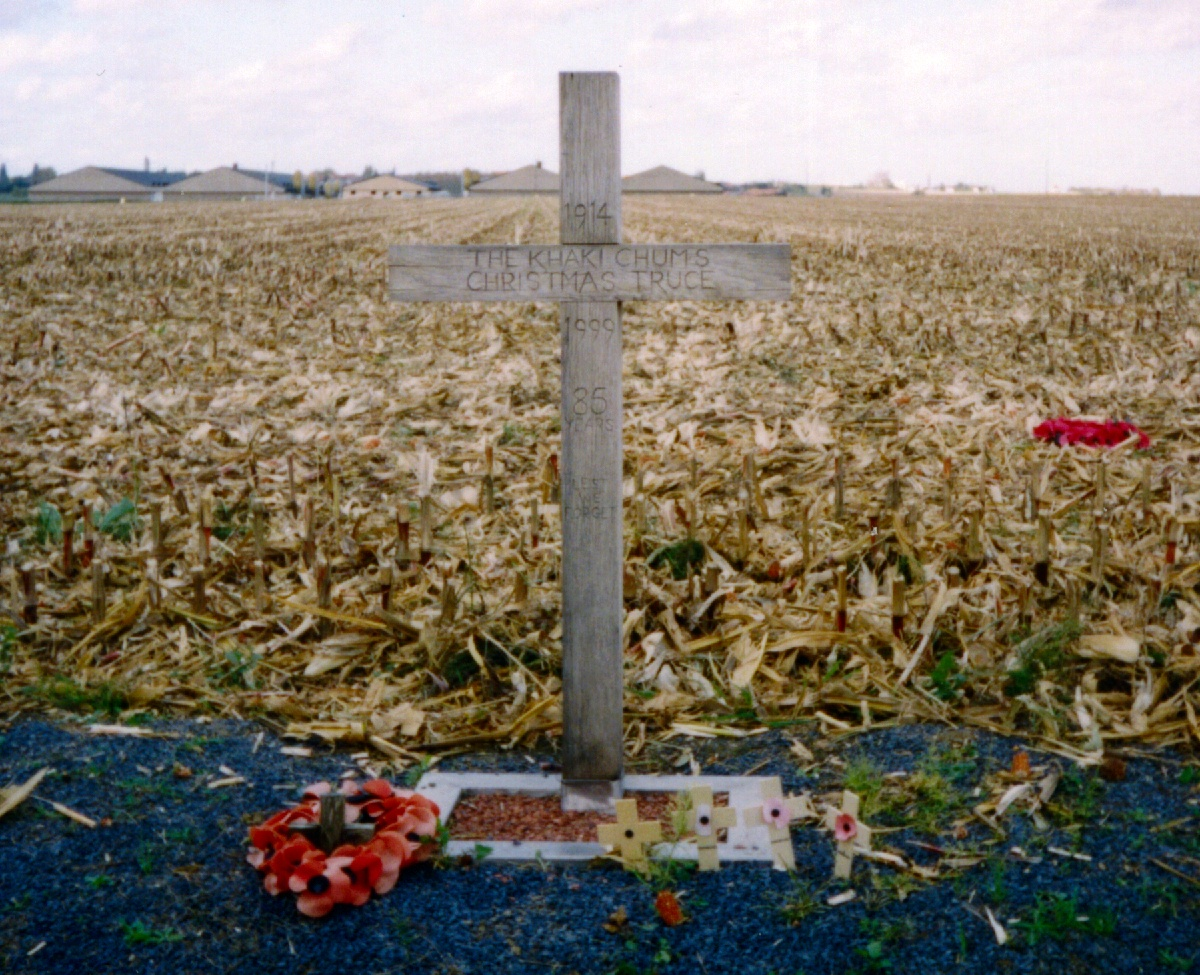
Monument van het kerstbestand in Ploegsteert

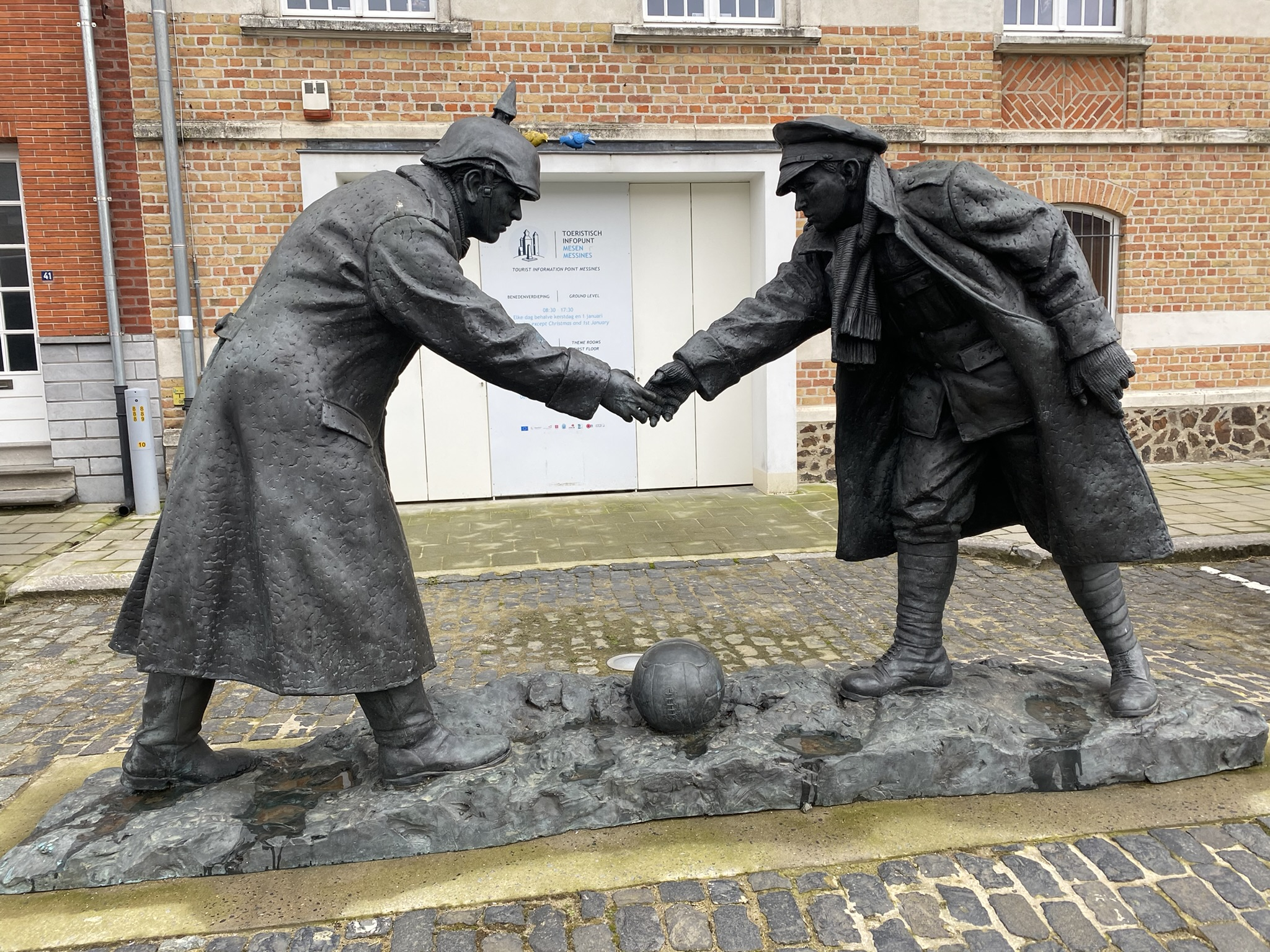
Het monument All Together Now in Mesen (Andy Edwards, 2015)

Tijdens de Eerste Wereldoorlog zijn er meerdere informele kerstbestanden geweest. Hierbij vond op initiatief van de manschappen in de loopgraven ter gelegenheid van Kerstmis een verbroedering plaats tussen de soldaten van de strijdende partijen, dit geheel tegen de zin van de legerleiding.

## 1914
Rond Kerstmis 1914 hadden de weersomstandigheden oorlogshandelingen onmogelijk gemaakt en lagen beide legers tegenover elkaar in de loopgraven. Een sfeer van "leven en laten leven" ontstond. Rond Kerstmis gingen soldaten bij de vijand Kerstmis vieren in de loopgraaf, rondom een kerstboom, en werden cadeaus uitgewisseld. De dag erna volgde op sommige plaatsen een voetbalwedstrijd in het niemandsland. De merkwaardige situaties aan deze fronten duurden van een paar uur tot enkele dagen. Men waarschuwde elkaar als er een aanval zou komen. Als er in de loopgraven bezoek kwam van de legerleiding werd de tegenstander hiervan verwittigd en werd er duchtig heen en weer geschoten, over de hoofden heen. De dagen nadien werden alle lijken die nog in het niemandsland lagen gezamenlijk opgeruimd en begraven.
De eerste kerstbestanden ontstonden in Vlaanderen, meer bepaald in de Ieperse sector, op initiatief van Duitse soldaten, vooral Saksische en Beierse troepen. Op sommige plaatsen namen ook Pruisische soldaten deel. Langs de andere zijde waren het vooral Britse troepen die deelnamen aan deze verbroederingen. Maar ook Belgen en Fransen deden mee. Geschat wordt dat aan het hele westfront ongeveer de helft van alle soldaten samen Kerstmis vierde (dit gebeurde tevens aan het oostfront).

### Gouden Monstrans
Een van de merkwaardigste voorvallen deed zich voor in Diksmuide waar op tweede kerstdag de Duitse soldaten (een regiment uit Beieren) aan de Belgische soldaten aan de overkant vroegen of er een priester aanwezig was. Even later kwam de Belgische commandant Lemaire ter plaatse met de regimentspriester, Sabin Vandermeiren. Zij werden aangesproken door een Beierse commandant met een Engelse naam: majoor John William Anderson. Deze laatste had in de kolenkelder van een veldhospitaal een gouden monstrans gevonden en wenste deze terug te geven aan de Belgen. De overdracht gebeurde op de dichtgevroren IJzer. De monstrans staat nu tentoongesteld in de IJzertoren te Diksmuide.

### Voetbal aan het front
Volgens de schrijver Mike Dash zouden er spontaan partijtjes voetbal zijn gespeeld op diverse plaatsen aan het front. De meest legendarische wedstrijd zou die tussen de Britten en de Duitsers zijn gespeeld, in de wijk Saint-Yvon, in de buurt van Ploegsteert. De Duitsers wonnen met 3-2. Hoewel door sommige historici wordt betwist of deze wedstrijd echt gespeeld is, werd op 11 december 2014 een gedenkmonument ingehuldigd in de gemeente Komen-Waasten, door de voorzitter van de UEFA, Michel Platini.

### Aanklacht
Eerst waren de kerstbestanden op sommige plaatsen slechts een poging geweest er het beste van te maken, omdat er wegens de weersomstandigheden toch geen offensieven te verwachten waren. In die periode zagen beide kampen echter van elkaar in dat ze met dezelfde miserie aan het front hadden te kampen en dat ze allebei een speelbal waren geworden van de politici en de legerleiding, ongeacht de nationaliteit die de soldaten hadden. Ook zagen ze van elkaar in dat lang niet iedereen voldeed aan de beschrijving die de propaganda langs beide kanten aan elkaar had gegeven. Op sommige plaatsen begonnen beide kampen zelfs de zin van de oorlog ernstig in twijfel te trekken. Voor het eerst was de waanzin van de oorlog pas goed duidelijk.
Sommige eenheden gingen erg ver in hun bestand. Een voorbeeld daarvan is een eenheid in het 107e Saksische Regiment: deze eenheid ging voor een tijd in staking en weigerde resoluut de wapens terug op te nemen.
De geallieerde en Duitse opperbevelhebbers raakten in paniek en reageerden furieus. Men zag dit als muiterij en hoogverraad. Bovendien was men bang dat deze initiatieven weleens het begin van een revolutie en de omverwerping van de regering zouden kunnen zijn. De algemene vaderlandstrouw en de propaganda waren echter sterker dan de initiatieven ter plaatse. Toen het voorjaar eenmaal begonnen was, gingen dezelfde soldaten elkaar weer te lijf.

## Volgende jaren
Om te trachten dergelijke bestanden in de toekomst te voorkomen, vaardigden de bevelhebbende generaals aan beide kanten maatregelen uit. Soldaten die opnieuw probeerden met de vijand te verbroederen zouden als deserteurs worden geëxecuteerd. Desalniettemin vonden opnieuw taferelen van verbroedering plaats tijdens Kerstmis 1915, door de uitgevaardigde bevelen echter op beperktere schaal. De legerleiding was opnieuw razend.
In de herfst van 1916 dreigde deze de artillerie op de infanterie te richten als die zich op vriendschappelijke wijze met de vijand inliet. Opnieuw zouden lagere officieren en soldaten standrechtelijk worden geëxecuteerd. Duitse of geallieerde soldaten die met kerst 1916 het niemandsland betraden of contact zochten met de vijand vlogen de kogels nu om de oren. Er kwam geen kerstbestand dat jaar, en in 1917 evenmin.

## Monumenten
- UEFA Christmas Truce Monument (2014) in Komen-Waasten
- Het houten kruis "The Khaki Chums Christmas Truce" in Ploegsteert
- Lasting memorial (2014) in de National Memorial Arboretum in Alrewas, England
- Bronzen standbeeld voor de herdenking van de kerstbestanden van Andrew Edwards in Mesen

## In populaire cultuur
Er zijn diverse boeken, films en muzieknummers gewijd aan de kerstbestanden, waaronder:
- De video van het nummer Pipes of Peace van Paul McCartney uit 1983.
- Het nummer Christmas in the Trenches, van John McCutcheon's uit 1984.
- In Goodbyeee, de slotaflevering van de tv-serie Blackadder Goes Forth (1989) beweert Edmund Blackadder meegedaan te hebben in een van de voetbalwedstrijden, waarbij hij zich nog steeds eraan ergert dat een van zijn doelpunten onterecht zou zijn afgekeurd vanwege buitenspel.
- Het nummer All Together Now van The Farm, uit 1991. Het nummer werd opnieuw uitgebracht door The Peace Collective in december 2014, 100 jaar na het kerstbestand.
- In 2005 wordt het kerstbestand in de Franse film Joyeux Noël (Vrolijk Kerstmis), getoond vanuit het oogpunt van zowel Franse, Engelse als Duitse soldaten. The film werd genomineerd voor beste niet-Engelstalige film bij de Oscars.
- Het nummer Christmas Truce van de Zweedse heavy metalband Sabaton kwam uit in 2021. De videoclip is een korte film erover[4], en ook in de animatiefilm The War To End All Wars - The Movie die Sabaton heeft uitgebracht in 2023 komt het kerstbestand uitgebreid aan bod.
- Het nummer Kerstmis is Dien Dag Dat Ze Niet Schieten van Wannes Van de Velde.